# Michael Bermúdez
Michael Alessandro Bermúdez Reyes (Santo Domingo, Ecuador, 13 de enero de 2006) es un futbolista ecuatoriano. Juega como delantero y su equipo actual es el Orense Sporting Club de la Serie A de Ecuador.

## Trayectoria
Se incorporó a Liga Deportiva Universitaria en 2018, pasando por las inferiores y reserva del equipo.
Para la temporada de 2024 Bermúdez ascendió a la primera de Liga Deportiva Universitaria. En julio de 2024 fue cedido por una temporada al O. F. K. Belgrado de la Superliga de Serbia.
En julio de 2025 fue cedido por seis meses a Orense Sporting Club de la Serie A de Ecuador.

## Selección nacional

### Categorías inferiores
Fue convocado a la selección de Ecuador Sub-17 para los amistosos de preparación con miras al Sudamericano Sub-17 de 2023, donde jugaría tres partidos y convertiría un gol ante Uruguay. Mientras que en el marco del torneo anotó 4 goles, siendo uno de los goleadores del certamen.
El 5 de enero de 2025 se anunció su convocatoria para disputar el Campeonato Sudamericano Sub-20 en Venezuela.

#### Participaciones en Sudamericanos
| Campeonato                  | Sede      | Resultado    | Partidos | Goles |
| --------------------------- | --------- | ------------ | -------- | ----- |
| Sudamericano Sub-17 de 2023 | Ecuador   | Subcampeón   | 8        | 4     |
| Sudamericano Sub-20 de 2025 | Venezuela | Primera fase | 2        | 0     |

#### Participaciones en Copas del Mundo
| Campeonato                  | Sede      | Resultado        | Partidos | Goles |
| --------------------------- | --------- | ---------------- | -------- | ----- |
| Copa Mundial Sub-17 de 2023 | Indonesia | Octavos de final | 4        | 3     |

## Estadísticas

### Clubes
Actualizado al último partido disputado el 16 de agosto de 2025.
| Club                     | Div.          | Temporada     | Liga  | Liga  | Liga   | Copas nacionales | Copas nacionales | Copas nacionales | Copas internacionales | Copas internacionales | Copas internacionales | Total | Total | Total  |
| Club                     | Div.          | Temporada     | Part. | Goles | Asist. | Part.            | Goles            | Asist.           | Part.                 | Goles                 | Asist.                | Part. | Goles | Asist. |
| ------------------------ | ------------- | ------------- | ----- | ----- | ------ | ---------------- | ---------------- | ---------------- | --------------------- | --------------------- | --------------------- | ----- | ----- | ------ |
| O. F. K. Belgrado Serbia | 1.ª           | 2024-25       | 9     | 0     | 1      | 1                | 0                | 0                | 0                     | 0                     | 0                     | 10    | 0     | 1      |
| O. F. K. Belgrado Serbia | Total club    | Total club    | 9     | 0     | 1      | 1                | 0                | 0                | 0                     | 0                     | 0                     | 10    | 0     | 1      |
| Orense S. C. · Ecuador   | 1.ª           | 2025          | 4     | 0     | 0      | 0                | 0                | 0                | —                     | —                     | —                     | 4     | 0     | 0      |
| Orense S. C. · Ecuador   | Total club    | Total club    | 4     | 0     | 0      | 0                | 0                | 0                | 0                     | 0                     | 0                     | 4     | 0     | 0      |
| Total carrera            | Total carrera | Total carrera | 13    | 0     | 1      | 1                | 0                | 0                | 0                     | 0                     | 0                     | 14    | 0     | 1      |
| 1.                       |               |               |       |       |        |                  |                  |                  |                       |                       |                       |       |       |        |